# Cephalops artifrons
Cephalops artifrons är en tvåvingeart som först beskrevs av Hardy 1968.  Cephalops artifrons ingår i släktet Cephalops och familjen ögonflugor. Inga underarter finns listade i Catalogue of Life.